# 273 (szám)
A 273 (kétszázhetvenhárom) a 272 és 274 között található természetes szám.

## A matematikában
- Szfenikus számok